# Albillos
Albillos es un municipio y localidad española de la provincia de Burgos, en la comunidad autónoma de Castilla y León, comarca de Alfoz de Burgos, partido judicial de Burgos. Cuenta con una población de 215 habitantes (INE 2024).

## Geografía
Dista 10 km de la capital.

### Núcleos de población
Albillos es la capital del municipio, que cuenta además con la Granja de Riocabia.

## Historia
Villa que formaba parte del Partido de Burgos, uno de los catorce que formaban la Intendencia de Burgos, en su categoría de pueblos solos, durante el periodo comprendido entre 1785 y 1833, en el Censo de Floridablanca de 1787, jurisdicción de señorío siendo su titular el Marqués de Villarreal, alcalde ordinario.
La torre de los Cartagena, del siglo xiv, fue comprada, en los años 60 del siglo xx, por los propietarios del hotel Landa, en Burgos capital, para reclamo publicitario, y trasladada piedra a piedra hasta el emplazamiento actual en la   A-1 .
En su término se encuentra la granja de Santa María de Riocabia.

## Demografía
Albillos cuenta con una población de 215 habitantes (INE 2024).
| Gráfica de evolución demográfica de Albillos entre 1842 y 2021                                                        |
| |
| Población de derecho según los censos de población del INE. Población de hecho según los censos de población del INE. |

## Patrimonio
- Iglesia de Santa María la Mayor.